# Brödgranssläktet
Araucaria är ett släkte av barrträd. Araucaria ingår i familjen Araucariaceae (araukariaväxter).
Araucaria är högvuxna, skogbildande träd i Sydamerika och Australien med fjäll- eller barrlika blad och ovingade frön. Mest känd är den för Norfolkön endemiska Norfolkgranen (rumsgran) som är en vanlig rums- och trädgårdsväxt. Släktet förekom i Nordamerika och Europa redan under krita och levde kvar där ännu under tertiär. Några arter introducerades under historisk tid av människor på norra halvklotet.
Grenarna står allmänt vinkelrätt mot stammen. Arterna har en mörkgrå bark med vågräta fåror. Bladen hittas på kvistar, på grenar och ibland även på stammen.
Släktets medlemmar behöver lufttemperaturer på cirka 15 °C eller högre.

Arter enligt Catalogue of Life:
- Araucaria angustifolia (pinheiro)
- Araucaria araucana (brödgran)
- Araucaria bernieri
- Araucaria bidwillii
- Araucaria biramulata
- Araucaria columnaris
- Araucaria cunninghamii
- Araucaria heterophylla (Norfolkgran/rumsgran)
- Araucaria humboldtensis
- Araucaria hunsteinii
- Araucaria laubenfelsii
- Araucaria luxurians
- Araucaria montana
- Araucaria muelleri
- Araucaria nemorosa
- Araucaria rulei
- Araucaria schmidii
- Araucaria scopulorum
- Araucaria subulata

## Bildgalleri

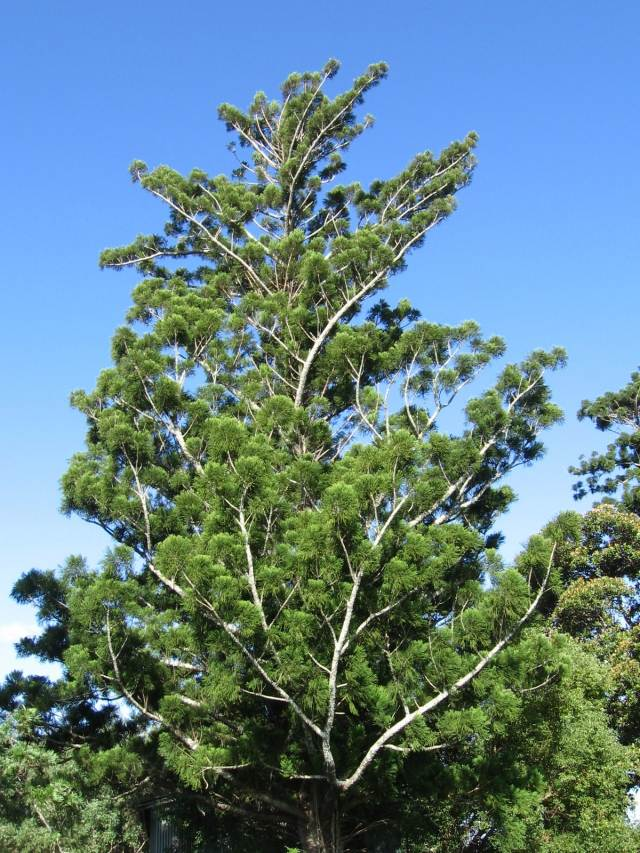
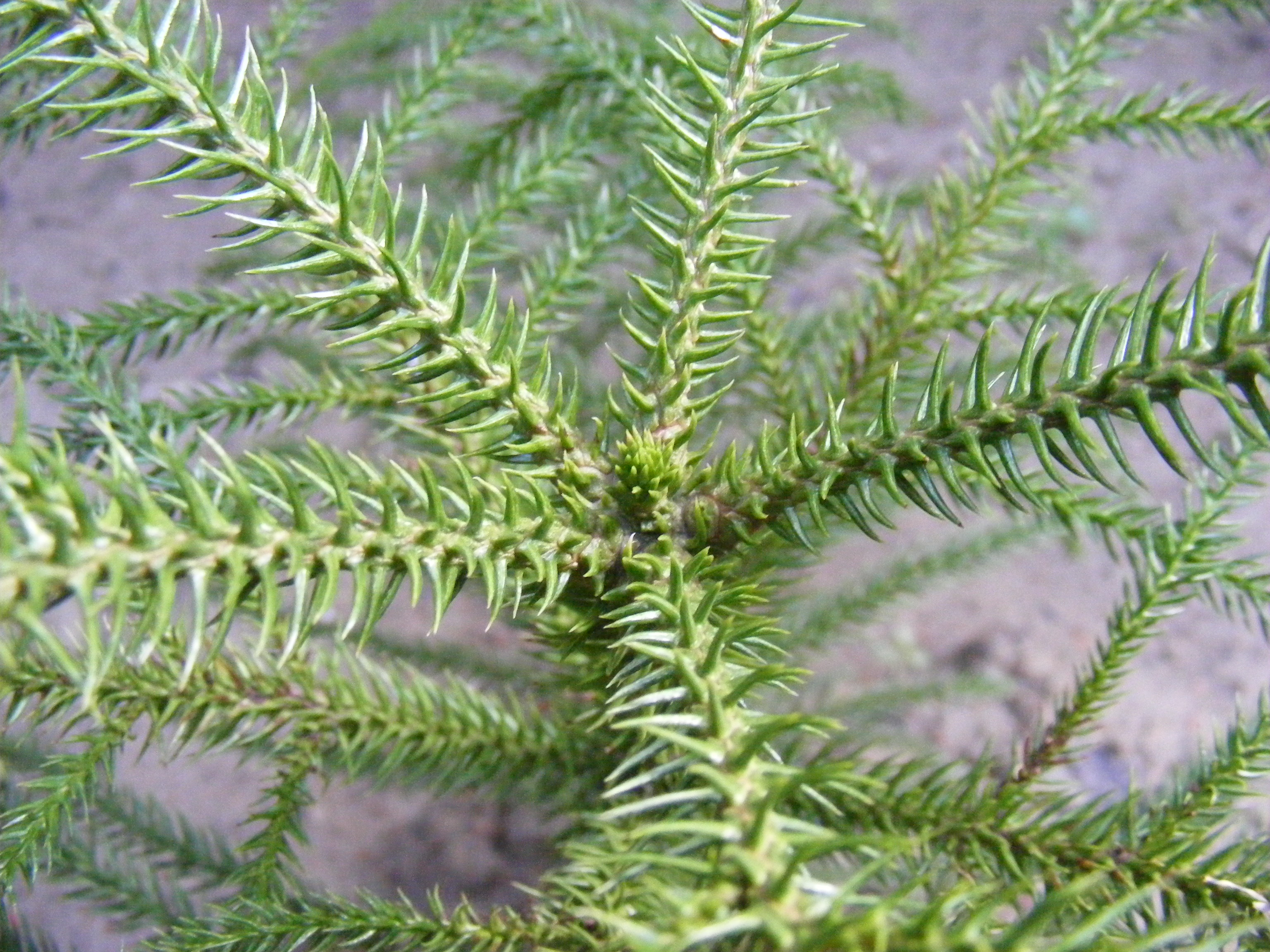
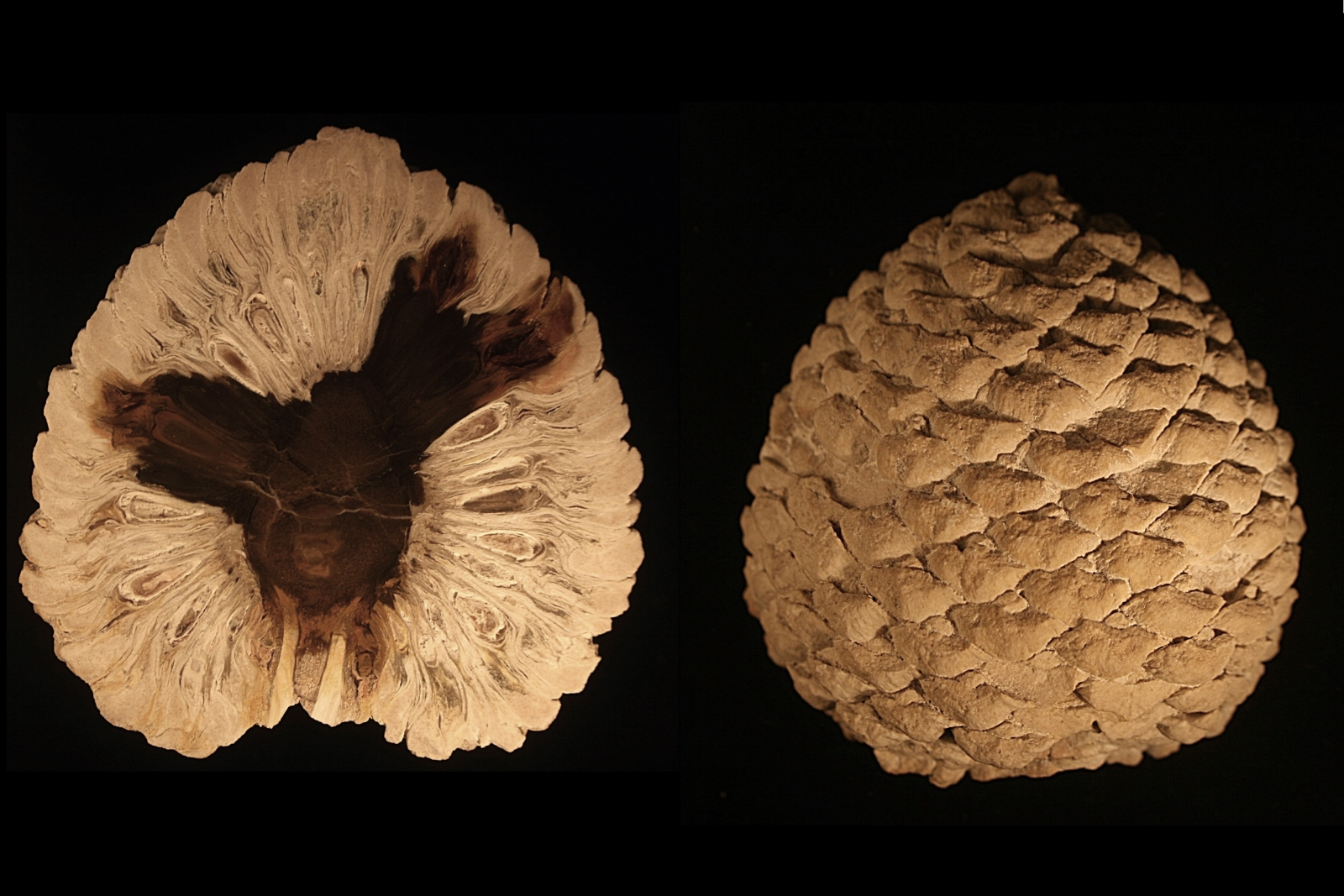
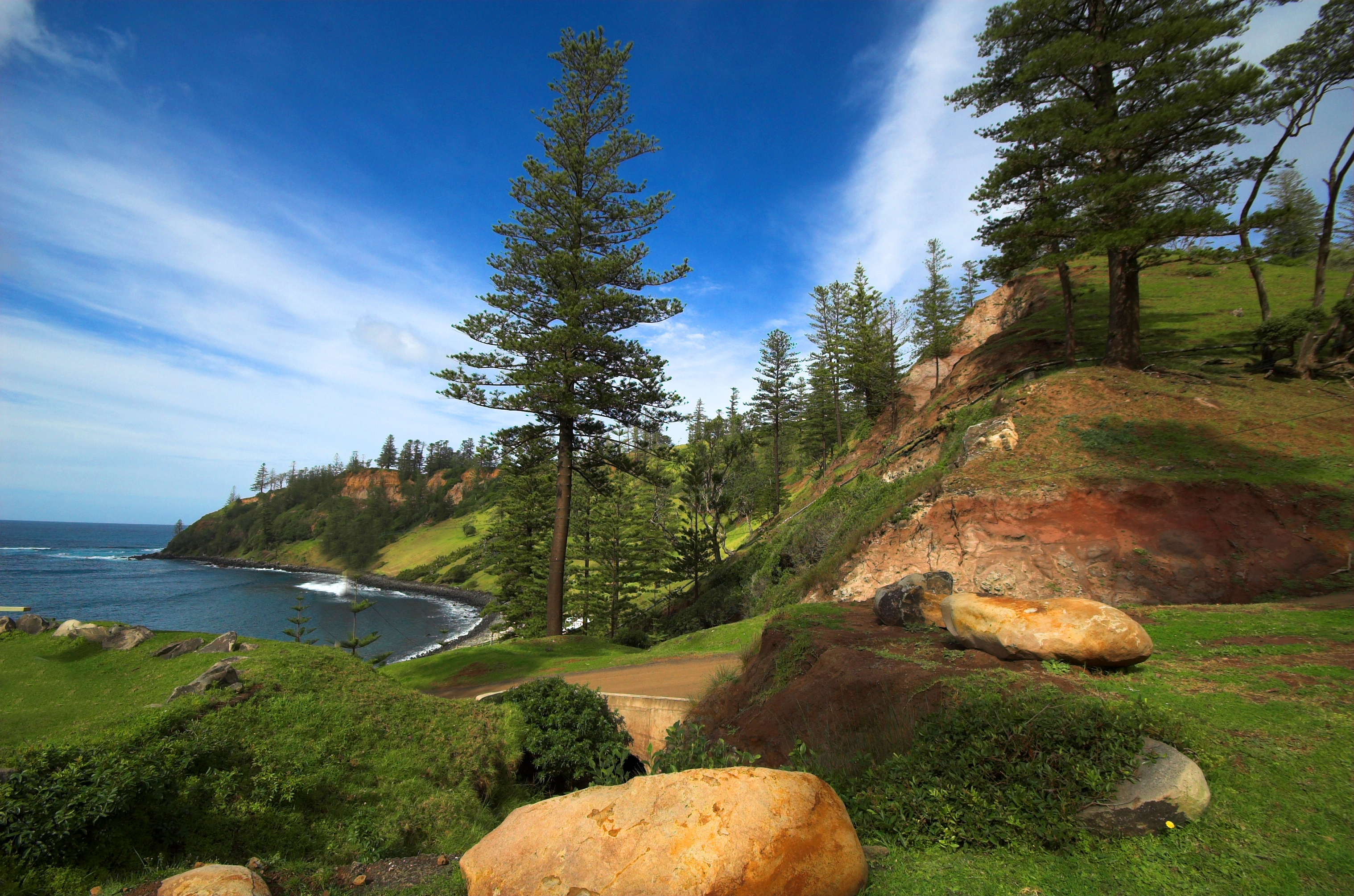
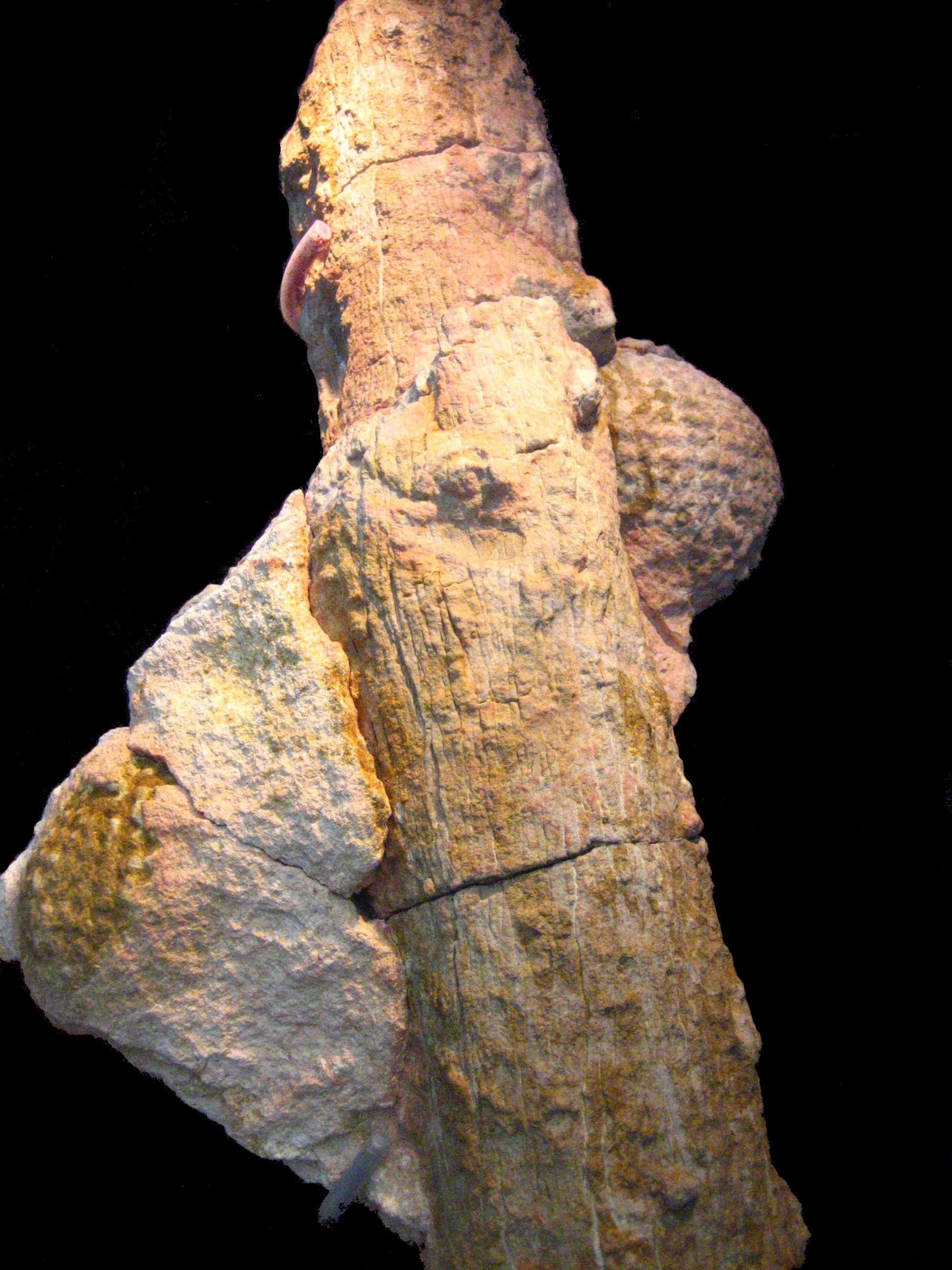